# Diestota testacea
Diestota testacea är en skalbaggsart som först beskrevs av Ernst Gustav Kraatz 1859.  Diestota testacea ingår i släktet Diestota och familjen kortvingar. Inga underarter finns listade i Catalogue of Life.